# Sudbury Hall
Sudbury Hall est un manoir de style « restoration » construit dans les années 1660-1680 par George Vernon à Sudbury, dans le sud du Derbyshire et propriété de la famille jusqu'en 1967. C'est un monument classé (listed building) Grade I (édifice d'un intérêt exceptionnel architectural et artistique). Il se trouve dans la National Forest.

## Historique
En février 1659, à la mort de son père, George Vernon (1636-1702) hérita des propriétés de sa famille dans le Derbyshire, le Staffordshire et le Cheshire, dont Sudbury était la plus vaste. Né dans le Cheshire, à Haslington, le domaine ancestral de sa mère (seul enfant survivant du juge Sir George Vernon), où ses parents s'étaient établis en 1635, il consacra sa vie à construire Sudbury Hall à l'emplacement d'un précédent bâtiment datant du tout début du XVIIe siècle dont son père avait hérité en juin 1657.
Ce long bâtiment de briques rouges avec un maillage en croisillons de briques vitrifiées a deux étages séparés par un chaînage de pierres de taille sculptées, avec des pierres d'angles sur les trois avancées et les murs d'angle de la façade sud. Une balustrade entoure le toit mansardé, dominé par une tourelle en pierre ornée de six fenêtres à pilastres et frontons avec un toit en coupole surmonté d'une boule dorée. Au centre, six marches conduisent au haut porche d'entrée, aux pierres d'angle taillées en diamant au deuxième niveau. Il est surmonté d'un fronton en plein cintre avec une sculpture de Sir William Wilson.
Les aménagements intérieurs, commencés en 1670, sont achevés en 1691. Au rez-de-chaussée les plafonds en stuc sont de James Pettifer et Robert Bradbury (1675) et les peintures historiques de Louis Laguerre. Les lambris sculptés par Edward Pierce datent de 1678. La cheminée du salon est ornée de sculptures sur bois de Grinling Gibbons, le mobilier de la bibliothèque  (vers 1700) a des pilastres cannelés et une corniche à modillons.
L'imposant grand escalier (achevé vers 1676) a une balustrade peinte en blanc richement ornée de feuillages sculptés par Gibbons, un plafond stuqué de James Pettifer (1675) et des peintures de Louis Laguerre (1691). 
À l'étage, la chambre de la Reine, ornée de stucs par Samuel Mansfield, a une cheminée d'albâtre dont le manteau est l'œuvre de Sir William Wilson (1670). La longue galerie de la même époque que le grand escalier s'étend sur toute la longueur de la façade sud. Entièrement mais sobrement lambrissée en blanc, elle est ornée d'un riche plafond stuqué de Robert Bradbury, et contient des portraits de John Michael Wright. On peut y voir également le portrait de Louisa Barbarina Mansel, Lady Vernon (1732-1786), datant de 1763-1767, par Thomas Gainsborough .
L'aile Est est rajoutée en 1876-1883 par George Devey (en).
Cédé au National Trust par la famille Vernon en 1967, Sudbury Hall bénéficie d'une restauration entreprise par John Beresford Fowler entre 1969 et 1971. L'aile ouest, de peu d'intérêt architectural, accueille désormais le National Trust Museum of Childhood.

## Divers
Sudbury Hall a été choisi pour figurer les intérieurs de Pemberley, la country house de Mr Darcy, dans Orgueil et Préjugés, série télévisée de 1995, d'après le roman de Jane Austen, car il n'était pas possible à ce moment-là d'utiliser Lyme Park, où étaient filmés les extérieurs. Les scènes des épisodes 4 et 5 censées se passer à l'intérieur de la demeure furent tournées au début de l'été 1994, essentiellement dans l'entrée, la bibliothèque, le salon (transformé en salon de musique), le grand escalier et la galerie au premier étage.

## Galerie

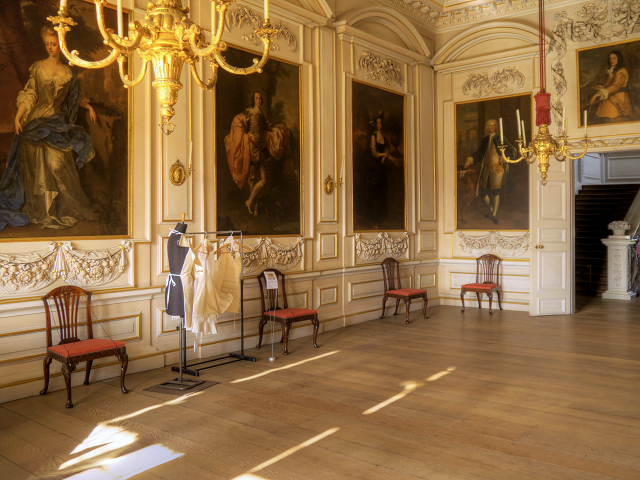
Le salon
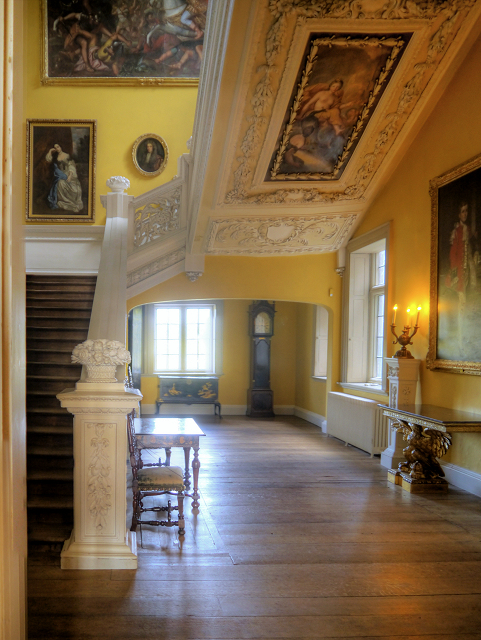
Grand hall d'entrée et départ du grand escalier
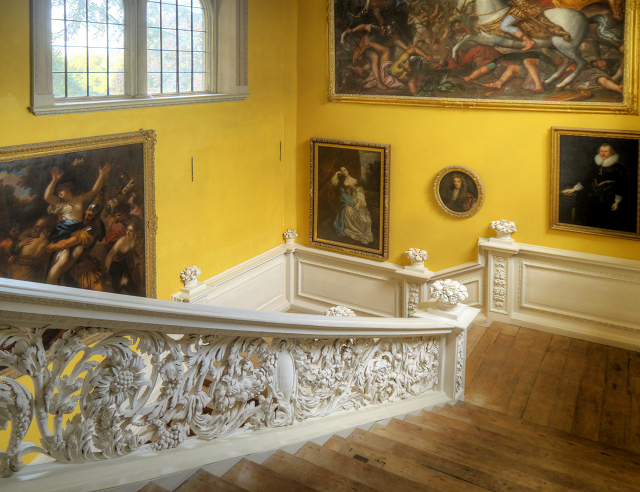
Balustrade sculptée du grand escalier
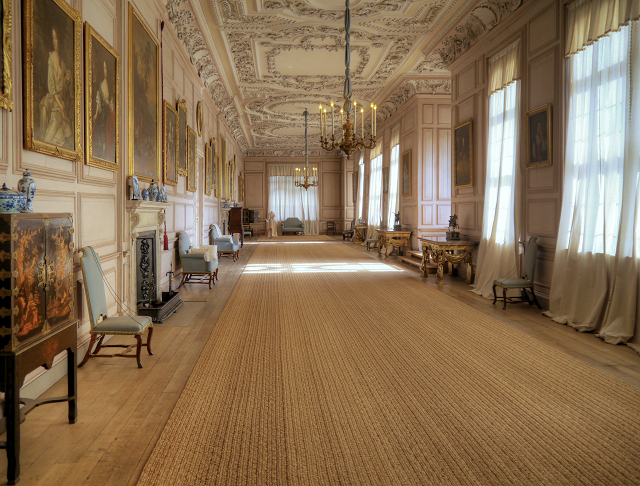
La galerie
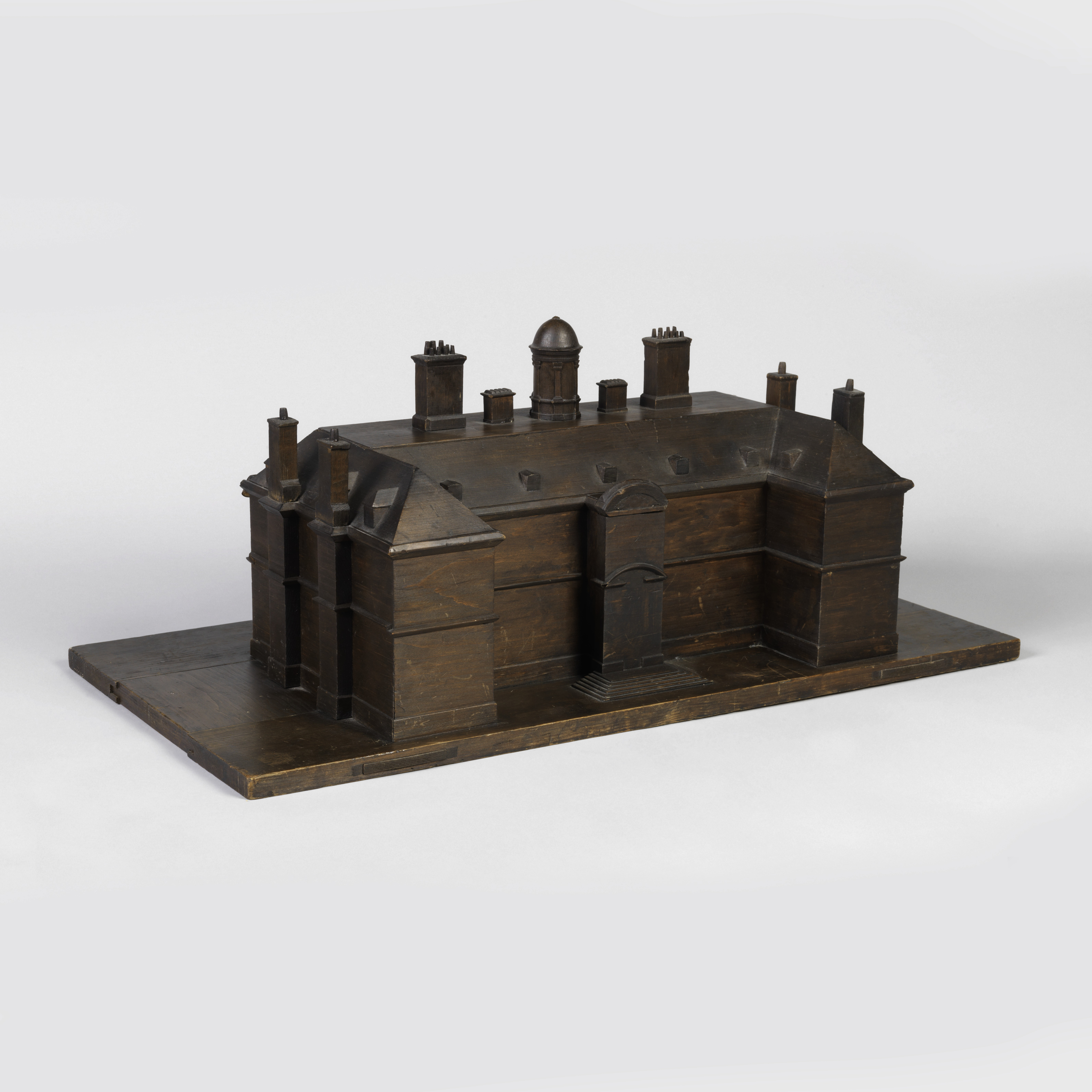
Maquette de Sudbury Hall (XVIIe siècle), Cooper–Hewitt, Smithsonian Design Museum